# ان-وینیل‌کربازول
ان-وینیل‌کربازول (به انگلیسی: N-Vinylcarbazole) با فرمول شیمیایی C۱۴H۱۱N یک ترکیب شیمیایی با شناسه پاب‌کم ۱۵۱۴۳ است. که جرم مولی آن ۱۹۳٫۲۴۴ g/mol می‌باشد. شکل ظاهری این ترکیب، بلورهای جامد قهوه‌ای کمرنگ است.